# Menophra erebaria
Menophra erebaria là một loài bướm đêm trong họ Geometridae.